# Fatoumata Diaraye Bah
Pour les articles homonymes, voir Bah (patronyme).
Fatoumata Diaraye Bah, née le 19 décembre 1992 à Banjul en république de la Gambie, est une militante guinéenne.
Depuis 2022, elle est la secrétaire général d’Amnesty international Guinée,.

## Biographie et études
Fatoumata Diaraye Bah, née le 19 décembre 1992 à Banjul en Gambie, elle est fille d’un commerçant et d’une ménagère, elle est la cadette d’une famille de trois enfants. Fatoumata Diaraye Bah fait une partie de ses études primaires ou elle décroche son certificat d'entre en 7eme année en 2003, elle commence ses études secondaires au complexe scolaire Oumou Diaby de Cosa ou elle a fait ses première année du collège, puis elle continuer au complexe scolaire Bill Clinton de Koloma et finir à Saint Denis, où elle obtient son BEPC en 2008. Elle fait la 11e à Saint Denis et continue son secondaire à Sophia Pôle en Sciences Sociales, où elle décroche son Baccalauréat en 2010.
Après avoir décroché son baccalauréat, elle poursuit sa licence en relations internationales à l'université Mercure international de Guinée.

## Parcours

### Activistes
Fatoumata Diaraye à commence en tant que défenseure des droits des humains au sein d’Amnesty international Guinée en 2013 ,, elle crée à son tour l’ONG Women Hope Guinée pour la promotion du leadership et la participation politique des femmes Guinée,.
Fatoumata Diaraye est également ambassadrice des Droits des femmes de la Fondation Internationale Thierno et Mariam depuis 2015 ,.
En 2023, elle devient la vice-présidente du réseau des femmes défenseures des droits Humains, puis ambassadrice de l’initiative NOS VOIX COMPTENT.

## Prix et reconnaissances
- 2018 : Nommée dans la catégorie engagement féminin au J Awards Guinée.

## Galerie

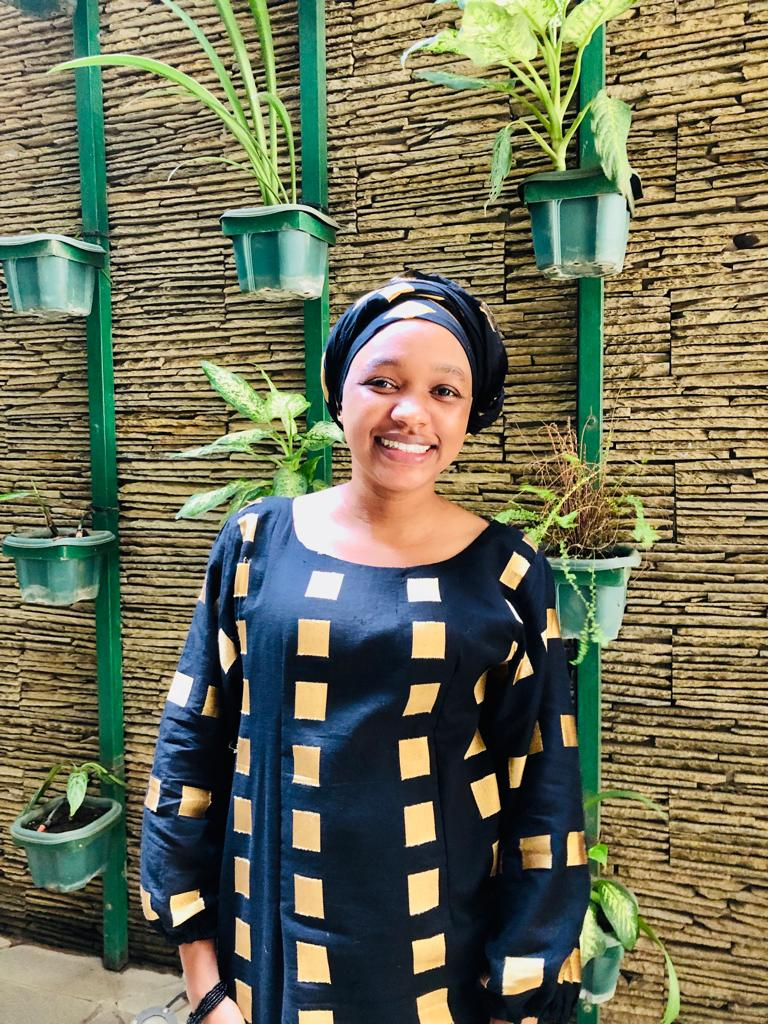
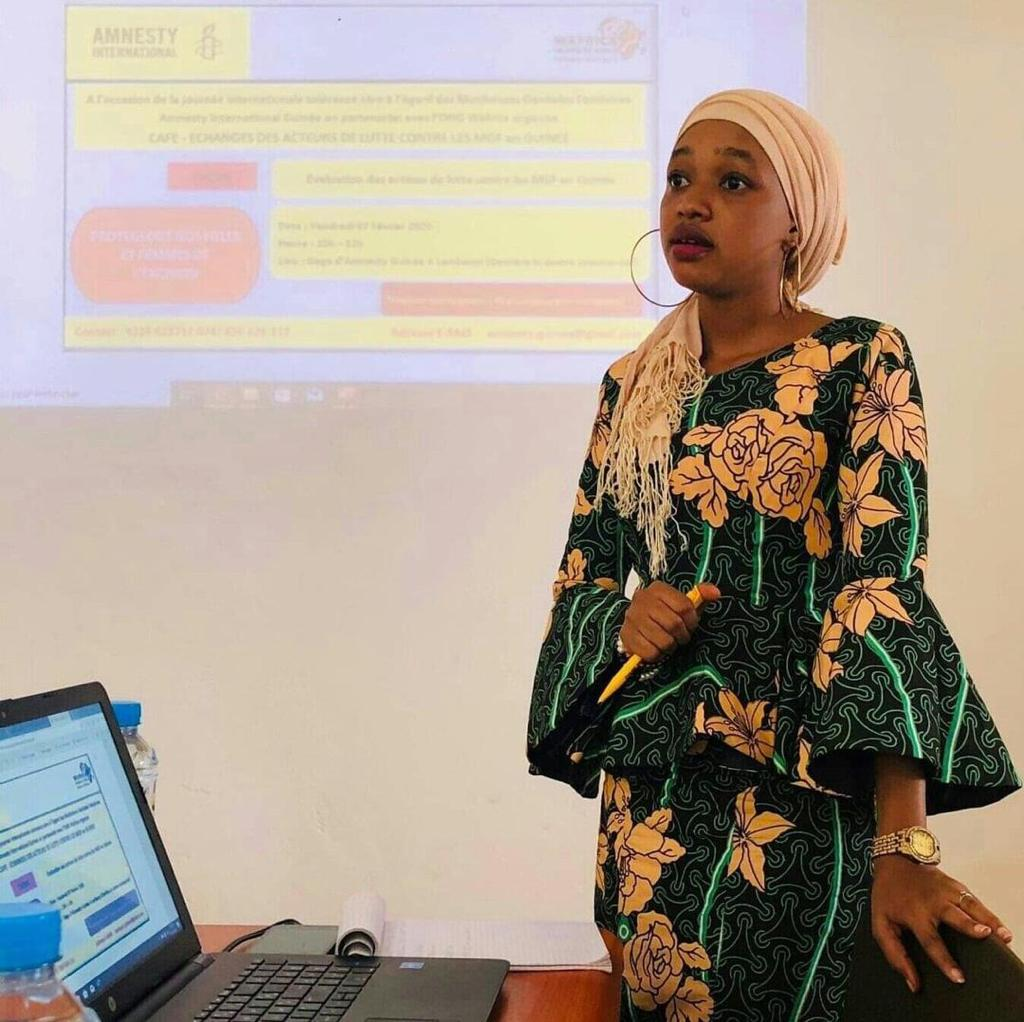
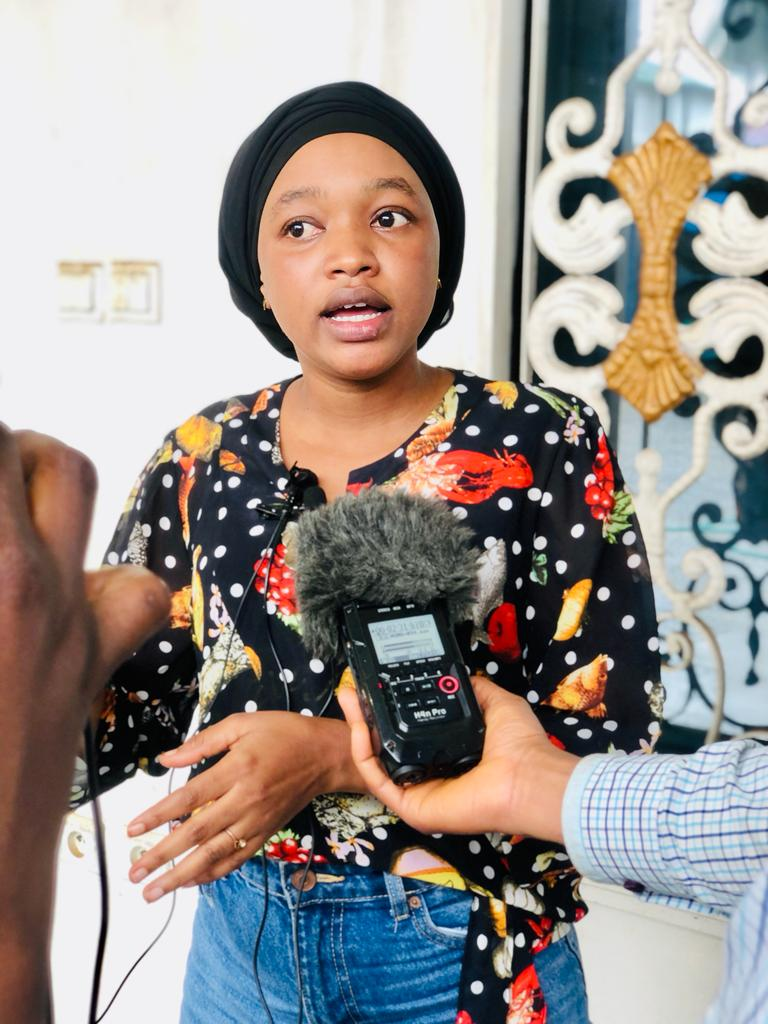
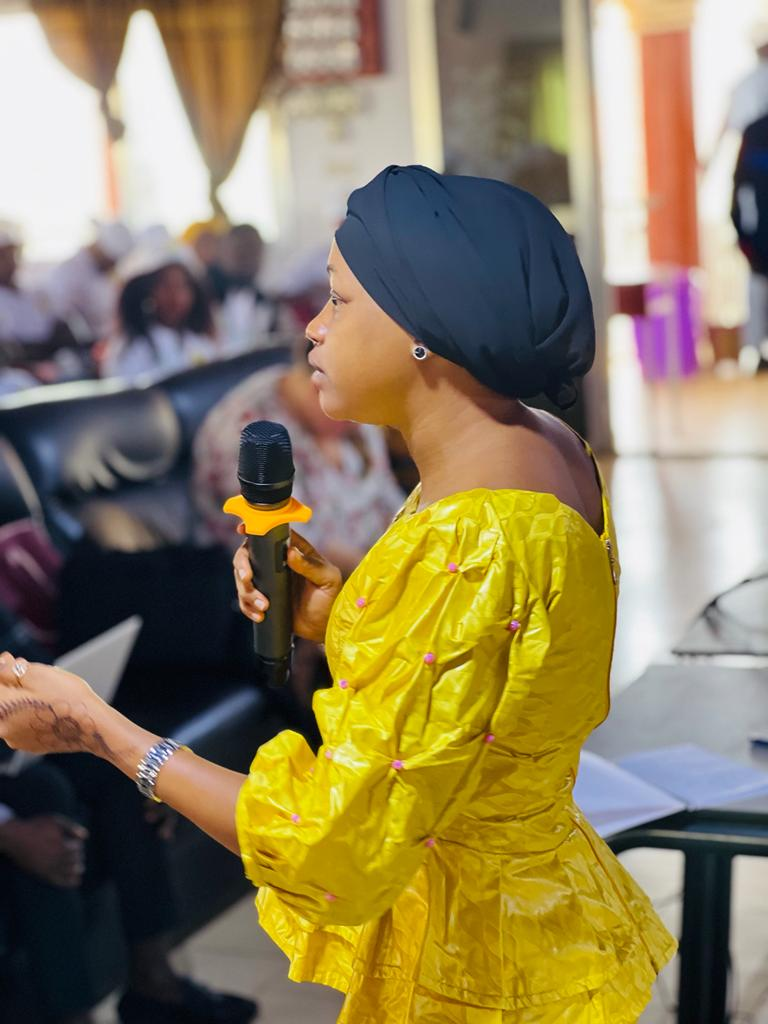